# ミオリクテロプス
ミオリクテロプス (Myorycteropus) は、新生代中新世前期のアフリカ大陸に生息したツチブタの絶滅した属。哺乳綱ツチブタ目（管歯目）ツチブタ科に属する。

## 特徴
全長は現生種であるツチブタの半分程度と小型であるが、その形態は現生種に似る。吻にはツチブタ目特有の管状の歯を持っていた。相対的に見て、現生種に比しても前肢の骨格は頑丈で、掘削能力は高かったと推定される。おそらくかれらは現生種と同様に前肢で蟻塚を破壊、あるいは土を掘り返し、シロアリなどを長い舌で捕らえていたと推定される。一方後肢は比較的華奢であった。

## 生息地と時代
化石はケニア、ヴィクトリア湖にあるルジンガ島 (en) から、若い個体の部分骨格が発掘されている。
かれらは中新世前期に生息していたが、中新世後期には現生種 (Orycteropus afer) と同属のオリクテロプス・ゴードリィ (O.gaudryi) が生息していた。また同じくケニア、ロガサムからも中新世後期の種、レプトリクテロプス・ギリエルミ (Leptorycteropus guilielmi) が発見されている。